# Music Shower (デジタルオーディオプレーヤー)
Music Shower（ミュージックシャワー）は、日本の玩具メーカー・タカラ（現・タカラトミー）が2005年11月18日に発売したデジタルオーディオプレーヤー（DAP）。

## 概要
9歳以上の女児を対象に機能を簡略化したDAPで、PCを経由せずにMusic ShowerとCDプレーヤーやテレビのヘッドフォンジャックを直接繋ぐダイレクトエンコード式の録音が可能な点が特徴になっている。通常のDAPと同様にUSB接続でPCとの間でファイルの移動や保存を行うことも可能。
録音時間は約120分で、単四電池1本で連続10時間再生が可能。本体を覆う樹脂製カバーを取り外してシートを取り替えることにより携帯電話のようなデコレーションが可能になっている。2006年には、後継機種として録音時間が約200分のMusic Shower neo（ミュージックシャワー・ネオ）が発売された。2010年からはデザイン性を重視し、本体を長方形から丸型のコンパクト状にしたMusic Pact（ミュージック・パクト）が後継機種として発売されている。
また「Music Shower」や「Music Pact」のブランドは使用していないが、タカラトミーからは以下のように本機の構造を流用した様々なキャラクター商品やコラボレーションによるDAPが発売されている。
- キャラチューン リラックマ[3]
- トランスフォーマーズ ミュージックレーベル[4]
- レゴ公式mp3プレーヤー[5]
- プリティーリズム・オーロラドリーム プリズムミュージックハート